# Merle Gold
Merle Eleanor Gold (née Tuberg) (7 mars 1921 - 29 septembre 2017) est une astrophysicienne américaine, surtout connue pour son étude du Soleil avec le lauréat du prix Nobel Subrahmanyan Chandrasekhar.

## Biographie
Merle Gold est née le 7 mars 1921 et grandit à Rochester, Minnesota, fille de Nathaniel et Eleanor Tuberg. Elle obtient son diplôme d'études secondaires en 1939 en tant que major de promotion de sa classe. Elle suit une formation de secrétaire médicale à la Mayo Clinic pendant deux ans avant d'entreprendre ses études de premier cycle à l'Université de Chicago. Après avoir obtenu son diplôme, elle poursuit avec un doctorat en astrophysique sous la direction de Subrahmanyan Chandrasekhar à l'observatoire Yerkes,,,,. Sa thèse porte sur la façon dont les raies d'absorption détectées par le Soleil varient à travers le disque solaire.
En 1946, elle obtient une bourse post-doctorale à l'Université de Cambridge,. Elle publie un article de recherche après sa thèse sur la durée de vie des amas de nébuleuses en dehors de la Voie lactée,. En 1971, elle devient rédactrice à la Cornell School of Agriculture où elle travaille jusqu'à sa retraite.
Elle épouse l'astronome Thomas Gold en 1947 et ils ont 3 enfants avant de divorcer en 1971,. Merle est décédé à Ithaca, New York, le 29 septembre 2017.